# Wolfgang Müller (Koch)
Wolfgang Müller (* 1964 in Lindenberg im Allgäu) ist ein deutscher Koch.

## Werdegang
Müller absolvierte eine Metzger- und dann eine Kochlehre. Seine erste Station war das Restaurant Alte Stadtmühle in Schopfheim (ein Michelinstern). Nach der Meisterschule in Heidelberg ging er 1990 als Souschef zum Restaurant Imperial im Schlosshotel Bühlerhöhe bei Baden-Baden.
1995 wurde er im Restaurant Imperial Küchenchef, das unter ihm mit zwei Michelinsternen und 18 Punkten im Gault Millau ausgezeichnet wurde.
1999 ging er nach Berlin und wurde Küchenchef im Adermann, das 2001 mit einem Michelinstern geehrt wurde. Von 2005 bis 2009 war er Küchenchef im Restaurant Horvàth, wo seit 2010 Sebastian Frank kocht. Danach wurde er selbstständiger Koch und Buchautor.

## Auszeichnungen
- 1995: Zwei Michelinsterne für das Restaurant Imperial im Schlosshotel Bühlerhöhe
- 2001: Ein Michelinstern für das Restaurant Adermann in Berlin

## Veröffentlichung
- Schwein – Das große Kochbuch. Neuer Umschau Buchverlag 2014, ISBN 978-3865287878.